# Gotthard Arnér
Ernst Åke Gotthard Arnér (* 21. April 1913 in Arby; † 27. Juli 2002 in Dalarö) war ein schwedischer Organist und Musikpädagoge.

## Leben
Arnér war von 1936 bis 1953 Domorganist am Dom zu Växjö (Växjö domkyrka), danach bis 1980 am Dom von Stockholm. Ab 1957 unterrichtete er an der Königlichen Musikhochschule Stockholm. Er leitete dort ab 1974 den Fachbereich Orgel und hatte ab 1981 eine Professur inne. Er war Vorsitzender des Orgelausschusses der Hochschule und betätigte sich als Berater bei der Restauration und beim Neubau von Orgeln. Auch international war er als Konzertorganist und Lehrer aktiv. 1966 erhielt er die Bach-Medaille der Harriet-Cohen-Stiftung in London, 1980 wurde er mit der Medaille Litteris et Artibus ausgezeichnet. Er war der Bruder des Schriftstellers Sivar Arnér und des Ökonomen Ivar Arnér.